# ULTRAMAN (漫画)
『ULTRAMAN』（ウルトラマン）は、原作：清水栄一、作画：下口智裕による日本の漫画。『月刊ヒーローズ』にて2011年12月号（創刊号）から2020年12月号（休刊号）まで連載され、のちウェブコミック配信サイト『コミプレ』にて続きを配信中。単行本の総発行部数は2022年5月時点でシリーズ累計で400万部を突破している。2019年にフル3DCGアニメ化され、Netflixにて配信された。

## 概要
円谷プロダクション製作の特撮テレビドラマ『ウルトラマン』から数十年後（アニメ版では「十数年後」）を舞台とする作品で、『ウルトラセブン』以降のウルトラシリーズに繋がらなかった異なる世界でストーリーが展開される。
最大の特徴は、本作品に登場するウルトラマンは巨大な宇宙人ではなく強化スーツを装着した等身大の戦士という設定である。また怪獣は数十年間出現しておらず、主な敵対者は宇宙人となっている。
単行本巻末のおまけページによれば、元々は初代ウルトラマンとはストーリー上のつながりのない「等身大でスーツを着て戦う」というまったく別のウルトラ作品として描かれる予定だったものが、編集部からの要望で方針転換して今の形になったという。

## あらすじ
光の巨人ウルトラマンが地球を去ってから40年後の世界。かつて科学特捜隊に所属していた早田進は、一人息子の早田進次郎が生まれながらに特殊な力を秘めていることに苦悩していた。そんな折、早田は科特隊の同僚だった井手から謎の異星人の存在を知らされたことでウルトラマンと同化した過去を思い出し、自分と息子にウルトラマンの因子が受け継がれていることを知る。
それから12年後。17歳となった進次郎は、謎の敵ベムラーに突然襲われたところを早田に助けられ、父がウルトラマンだった過去を知る。老齢ゆえに追い詰められた早田の危機に際し、進次郎は井手から与えられたウルトラマンスーツをまとい、辛くもベムラーを撤退させる。
戦闘後、進次郎は地球に異星人が流れ込んできている現状を知り、早田に代わる新たなウルトラマンになることを要請される。かくして進次郎は、高校生として生活する裏で、地球側の抑止力としての活動を始める。

## 登場人物
担当声優は、モーションコミック版 / Webアニメ版の順に表記。一人しか記載がない場合は、特筆ないかぎりはWebアニメ版でのキャスト。演の項はWebアニメ版におけるモーションアクター。
身長・体重・年齢はマンガ公式サイトより。

### 科学特捜隊
早田 進次郎（）
声 - 木村良平、潘めぐみ（幼少期） / 木村良平、吉岡茉祐（幼少期）
演 - 山﨑勝之（シーズン1）、岡田地平（シーズン2）
本作品の主人公。17歳の高校2年生。後に18歳になる。
生まれながらにしてウルトラマン因子を受け継ぐ存在。常人とはかけ離れた身体能力を有する点を除けばごく一般的な高校生だが、強すぎる力の制御に苦心し、加減を考えながら生きようと努力していた。
ウルトラマンとして活動を始めた当初は自分の力を人のために役立てられることに浮かれていたが、エイダシク星人の事件では激昂のあまり街に被害を出したことから、自分の力が容易に他者を傷つける物だと再認識して葛藤する。しかしいくつかの事件を経るうちにウルトラマンとして戦う決意を固め、浮遊能力など早田たちの想定を超えた力を開花させていく。

早田 進（）
声 - 菅生隆之 / 田中秀幸
演 - 小川輝晃
68歳（アニメ版では56歳→57歳）。
進次郎の父。第1話の時点では防衛大臣だったが、後に退職している。科学特捜隊の一員だったころ、ウルトラマンと同化して地球を守り続けていたが、ウルトラマンが地球を去る際に記憶を操作されて同化中の記憶を失っていた。ただし、ウルトラマンと同化中の名残として超人的な身体能力を持つ。進次郎を守るためにプロトスーツを着て戦っていたが、ベムラーとの戦いで重傷を負い戦線を離脱。回復後は井出たちと進次郎をバックアップしていたが、エースキラー戦では改良されたプロトタイプスーツ、暗黒の星戦以降はゾフィースーツを装着して再び前線に立つ。

井手 光弘（）
声 - 江原正士 / 魚建
演 - 曽世海司
68歳。
科学技術研究所の所長で、表面上は「光の巨人記念館」の館長となっている。かつて進と共に科学特捜隊日本支部に所属していた。
進次郎が謎の敵に襲われていたところを進と共に救出し、進次郎の身体に隠された過去と秘密を明かして自身が開発したウルトラマンスーツを託す。天才的な技術力は健在で、今でもスーツの改良や翻訳装置の開発を手がけている。

ゼットン星人・エド
声 - 牛山茂 / 牛山茂
演 - 小川輝晃
年齢不明。
ウルトラマンを殺した種族の末裔。地球側の異星人の実質的なトップであり、技術者および指揮官・星団評議会との橋渡し役として井手と協力して地球に再び迫る危機と対峙している。
スーツを着用しており、人間に擬態する際は壮年の男性の姿を取る。第6巻収録の番外編によれば平時は「光の巨人記念館」に常駐しており、寝泊りや食事なども本部内の私室で済ませている。1日の睡眠時間は2分。
周囲には秘しているが、実は評議会の最高議長である。クールに振る舞っているが極めて温厚で優しい性格で、人類の未来を守るか進次郎自身の人生を尊重するか苦悩する。最終的に進次郎に大きな選択をさせてしまったことを後悔することになった。ゼットンコアの傀儡としてウルトラマンの抹殺を命じられているが、評議会を破壊し彼らへの抑止力とするために新たなウルトラマンを生み出した。

諸星 弾（）
声 - 関智一 / 江口拓也
演 - 笠原紳司
24歳→25歳。
科学特捜隊強襲班の陣頭指揮をとる青年。後にウルトラマンスーツVer.7の装着者となる。星団評議会からは「340号」と呼ばれる。極めて地球人に近い姿をした異星人で、ディスプレイ機能付きの眼鏡と短髪が特徴。外交官の息子として生まれるが、幼少期に駐留していたとある星で両親をテロリストに殺害され、双子の弟レイと生き別れになった過去を持つ。
常に冷静沈着で、抹殺対象の異星人を躊躇せず処分する胆力を持つ。苦悩の多い進次郎に対しては冷徹な態度をとる一方で、辛辣ながら助言するなど一定の信頼を置いており、先輩として接する。

富士 明子（）
声 - 桜井浩子
かつて早田や井手と共に科学特捜隊日本支部に所属していた女性。現在は諸星の上司としてスーツの開発に携わる。

アルバート・ウェイアンズ
科学特捜隊米国支部の職員。米国では科特隊の存在が形だけに近かったため、普段は国防高等研究計画局の職員として活動している。井手とは親しい間柄。

### 科特隊の協力者
ジャック
声 - 藤原啓治 / 竹内良太
演 - 小川輝晃（シーズン1）、曽世海司（シーズン2）
32歳→33歳。
諸星がひいきにしている異星人街の裏の情報屋。人間でありながら、異星人街での闘技場のチャンピオンで、生身でも異星人と互角以上に戦える力を持つ。
その正体は米国家安全保障局の対地球外生命体を主とした秘密部署に所属するエージェントで、名前はコードネームであり本名は不明。エースキラーとの戦いの後にヤプールを拉致してアメリカに戻り、「暗黒の星」によるニューヨーク攻撃の際は、ヤプール作のジャックスーツを纏い事態に対処する。その後、人間消失事件を追って再来日した。

レッド
声 - 斎藤志郎（モーションコミック版）
27歳（擬態時5歳）。
異星人の街に住む巨漢で隻眼の異星人。本来の姿に戻ると5メートルほどの巨体になり、長い尾が生える。一見すると粗暴で好戦的な人物に見えるが、自分なりの考えやモラルで行動している。腕時計型の最新の擬態装置を使用すると人間の幼稚園児のような姿になり、ジャックと共に科学特捜隊に協力する。
第4巻のアニメイト限定版カバーの解説によれば、本名はリヒャレノル・ダスモヒーラ・ヴァシズリッヘ。名前が長く、加えてかつて地球に出現した怪獣に外見が酷似していたため、ジャックより現在の通称で呼ばれるようになったとされる。
アニメ版では後述するブラックキングが同じ立場で登場するため未登場。

北斗 星司（）
声 - 潘めぐみ / 潘めぐみ
演 - 芝井美香（シーズン1）、上田理絵（シーズン2）
16歳→17歳。
進次郎と同じ高校に通う高校1年生にして、エーススーツの適合者。異星人がらみの旅客機爆破事件に両親と共に巻き込まれた被害者であり、欠損した四肢はヤプールが製作したスーツと同じ技術が使われた義肢になっている。夕子が笑って暮らせる社会を作るため、独自に爆破事件の実行犯を捜し出し、報復しようとする。自分を助けてくれた異星人のためにスーツと共に科特隊へ協力を申し出る一方、彼らとの共存の障害となる存在を排除したいという気持ちから、ウルトラマンの活動資金を得るための制裁と称して社会悪に対し恐喝紛いの行動を起こす。
飛行機墜落事故の実行犯であるエースキラーとの戦いでは重傷を負いながらも撃破に成功。その後ベムラーの援助によって一命を取り留め、暗黒の星との戦いに参戦する。

ヤプール
声 - 野島昭生 / 野島昭生
演 - 小川輝晃
星団評議会先遣調査団の天才的技術者にして重要対象者。評議会の追跡を逃れるため、異星人街の隠し工房で老人に擬態してジャンク屋を営む。北斗にスーツや手足などを提供した人物であり、北斗からは「おっさん」と呼ばれている。
親心から北斗のウルトラマン活動を「ごっこ遊び」で終わらせられるように生物兵器を作ってその相手をさせていた。北斗がエースキラーへ報復をしようとした際は科特隊に出頭し、井出らに真実を告白して北斗の救援を懇願する。その後は拘留されていたが、ジャックに連れ出されてアメリカに渡り、ウルトラマンスーツの製造を依頼される。

東 光太郎（）
声 - 前野智昭
演 - 小川輝晃
26歳→27歳。
写真家を目指しているニューヨーク在住の青年。異星人絡みの銀行強盗事件を追う中で謎の男に襲われ命を落とすが、その男が持っていた薬品によって蘇生を果たす。その後はウルトラマンを模したコスチュームを着用し、獲得した超人的な身体能力を活かしたヒーロー活動を開始するが、一連の行動が暗黒の星の目に留まったことで協力者のデイブを喪う。その直後、怒りと薬品の副作用により全身発火能力に覚醒し、炎態となって襲撃者を殲滅。自分を回収したアダドとレッドから暗黒の星の目的を聞くと、「光」の名を捨て、ただの「タロウ」として彼らに協力する。ニューヨークでのテロ事件の後は、ジャックの紹介で米国政府の極秘機関の一員となり、専用のタロウスーツを着用し、諸星やジャックとともに、暗黒の星と戦う。
アニメ版ではフリージャーナリストとなっており、恋人のイズミのために日本に帰国し、ファイナルシーズンまで科特隊ニューヨーク支部に所属していた。

レオ、アストラ
獅子兄弟と呼ばれる星団評議会専属の殺し屋兄弟。滅亡したL77星の生き残りで、星団評議会に保護された後、暗殺や破壊活動に特化した上級エージェントとして育成された。本気を出すときは人間態からL77星人本来の姿へ戻るが、あまりの戦闘能力のため、評議会によってリミッターが設けられている。
評議会の指示で失踪したアダドを追跡するが、結果的に科特隊の介入を招き、評議会で存在を危険視する声が高まっていたことも相まって処分が決定される。その際敵対した諸星に助けられたことで恩義を感じ、彼を「アニキ」と慕って科特隊に協力する。

### 地球人
佐山 レナ（）
声 - 内田真礼 / 諸星すみれ
演 - 芝井美香（シーズン1）、上田理絵（シーズン2）
19歳（アニメ版では18歳→19歳）。
人気上昇中のアイドル。本名は遠藤レナ。ウルトラマンのファンである父の影響で、新しく現れたウルトラマン（進次郎）に執心している。その進次郎とはお忍びで訪れた光の巨人記念館で偶然出会った親交をもち、ウルトラマンの正体を調査すると請け負った彼と親しくなる。
ライブツアー中にピグモンと自身の過激なファンの行動によって死者が出たことで、留学という形で活動休止に追い込まれ、さらに留学先のニューヨークでも暗黒の星による侵略活動に巻き込まれたことで急きょ帰国する。
その正体は遠藤の実子ではなく異星人とされ、ニューヨークでの一件からバリア状のフォースフィールドを展開する超能力のような力を発現させる。また、生みの親から付けられた本名は「マリー」である。その身を案じたベムラーから、父を介して護身用にマリースーツを渡される。
アニメ版では、17年前にウルトラマンと異星人の戦いに巻き込まれ母を亡くしたことになっており、原作とは逆にウルトラマンへ良い感情を抱いていなかったが、ULTRAMANの戦いを目撃したことで彼の大ファンになった。

遠藤 庸介（）
声 - 山路和弘 / 花輪英司
演 - 小川輝晃
警視庁の刑事で、レナの父。正義感が強く刑事としてのプライドも高いが、娘が関わる事件では担当を外されても命令を無視して倉田と共に捜査する家族思いな面もある。
幼少期に怪獣に両親を殺されて施設で育った。少年時代にウルトラマンに助けられた経験から彼のファンであり、スーツを着用した現在のウルトラマン（進次郎）に対しては“擬き”として否定的な見解を示す。異星人絡みの事件にかかわるうちに、ベムラーから接触され個人的な協力関係を結ぶ。
19年前までは岐阜県の交番に勤務していたが、異星人であることを隠して生きていた職場の先輩夫婦が公安に暗殺されたため、その口止めとして本庁へ異動させられる。それから2年後に自分が育った施設に預けていた夫妻の忘れ形見を養女として引き取り、異星人であることを隠したまま男手ひとつで育ててきた。

倉田（）
声 - 入江玲於奈 / 関戸博一
演 - 曽世海司
遠藤とコンビを組む刑事。上司である遠藤を慕い、ベムラーと接触を持つなど管轄を越えた危険な独断専行に懐疑的な見解をみせながらも協力する。

デイブ・ルーミス
光太郎の友人であるアメリカ人。当初は正義感に逸る光太郎を諫めていたが、彼が力を得てからは協力者としてヒーロー活動を支援していた。しかしその行動を目障りに思った暗黒の星によって捕らえられ、射殺される。

牧 史郎（）
社会には知られていない民間の科学捜査機関「科学捜査機構」で主任研究員を務める男性。独自の操作でベムラーやレナを追跡する。かつては異星人狩りにも関与していたが、星団評議会への加盟後の現在は当時の関係者の暗殺を行っている。

北川（）
元警察官で、19年前には岐阜県警の署長をしていた。現役時代に異星人排斥活動に関わっており、レナの両親の殺害にも関与し、遠藤を口止めのために本庁へ異動させた。19年後、この件が明るみに出ることを恐れたが、自宅を訪れた牧によって「処理」として毒殺される。

イズミ
声 - 坂本真綾
演 - 上田理絵
光太郎の恋人。科特隊にニューヨークでの人体消失事件の一部始終を収めた一眼レフを届けるが、ワドラン星人に察知され、量子転送の失敗によって命を落とす。だが、その後も光太郎に幻影として幾度となく語り掛ける。
- 『ウルトラマンタロウ』に登場するZAT隊員・森山いずみがモチーフ。

嵐 大介（）
声 - 手塚秀彰
かつて早田や井手と共に科学特捜隊日本支部に所属していた男性。
アニメ版ではファイナルシーズンに登場。

早田 由利子（）
声 - 柿沼紫乃
進次郎の母親。進次郎と進がULTRAMANとして戦っていることは知らされていないが、決戦の際は戦場を祈るように見つめていた。

### 星団評議会
スクルーダ星人・アダド
声 - 井上和彦 / 津田健次郎
演 - 小川輝晃
271歳。
星団評議会直属である異星人移民管理局および警備機構のエージェント。黒の縞模様が走った白い身体をもつ異星人で、胡散臭さの漂う慇懃無礼な芝居じみた口調が特徴。好戦的でありながらも身体能力が著しく劣るスクルーダ星人が行った、強靭な肉体へ変容させる遺伝子操作実験の被験者第1号であり、その出自ゆえに戦闘力は高く、スーツを装着した諸星と互角に渡り合う。
イガル星人が絡んだ連続殺人事件で、レナのライブツアーに作業員を装って乱入。進次郎たちを利用して異星人の存在を公表すると同時に事件の真犯人をあぶり出す。事件後は星団評議会の依頼でヤプールの捜索を行っていたが、同時に暗黒の星や力を手にした光太郎にも接触するなど独自の行動をとる。暗黒の星による事件の後は、自分の行動が評議会の知るところとなり追われる身となる。

メフィスト大使
声 - 石井康嗣
星団評議会日本支部長を務めるメフィラス星人で、アダドの直属の上司。メフィラス星の代表者として星団評議会幹部の席に身を置く。
これまで日本で起きた異星人絡みの事件に少なからず関与している。その事実がアダドから漏洩することを恐れ、アダドの評議会への背信行為とその処理を試みるも、配下だと思っていたエドの介入で上級議員獅子兄弟およびアダドの抹殺指令も取り消される。バルキーが立てた起死回生の作戦で、配下のザラブ星人らを使って進次郎、諸星、早田を自身の宇宙船へ拉致し、スーツ姿の彼らに化けた「ニセウルトラマン」として街中で暴れさせた。だが、またしてもエドに妨害された上に実は上司であったことを知らされ、評議会への反逆罪として解任、身柄を拘束された。
アニメ版では「メフィスト」の名前で登場し、役割なども異なる。

エースキラー
声 - 平田広明
演 - 小川輝晃
星団評議会の汚れ仕事を請け負う傭兵部隊の首領で、超一流の殺し屋（エースキラー）を自称する残忍な性格の凄腕の傭兵。ヤプールが亡命前に創った生体兵器であり、評議会に殺戮兵器として使われていた。12年前に星団評議会の先遣調査団であった夕子たちの家族を旅客機爆破事件に見せかけ暗殺した実行犯。武器は二又のマチェットと、ダガレット製の銃弾を放つハンドガン。身体能力は非常に高く、地球人の動体視力では追い切れない素早さで動き回る。また、副業として食人を行う異星人に遺体の斡旋を行っていた。
アニメ版では若干肩のデザインが異なる。

ネペンテス星人
声 - 新垣樽助
演 - 曽世海司
植物に似た体組織を持つ種族で知能が非常に高く、5,000におよぶ他星言語を巧みに使う。戦闘状態になると背中の蕾状の器官から無数の蔦を伸ばす。
作中に登場した個体はエースキラーが率いる傭兵部隊の参謀格で、彼を「マスター」と呼ぶ。
- 月刊ヒーローズ本誌とSNSにて一般公募を行った『怪獣・異星人キャラデザ大募集企画』の大賞を受賞。デザインを清水により新たに描き起こされた後に劇中に登場を果たした。

ウヴェルヴ星人
平均身長3メートルと大柄な種族だが本来は穏やかで戦いを好まない。ただし自己防衛が必要な状況では見た目とは裏腹に俊敏な動きで凄まじい力を発揮する。その気質から星団評議会からも地球移住を許可されている。
作中に登場した個体はエースキラー率いる傭兵団の前衛担当。暗殺作戦では駆けつけたレッドと激しい戦いを繰り広げる。
- 『怪獣・異星人キャラデザ大募集企画』の中から"エースキラー賞"を受賞。デザインを清水により新たに描き起こされた後に劇中に登場を果たした。

アワゾ星人
下層種族とされる異星人。
作中に登場した個体は、この種族としてはかなり高等な暮らしをしていた模様。秘匿回線による何者かの指示を受け、エースキラーたちの傭兵団へ星司の暗殺依頼を出す。

ウバラズ
星団評議会議長。6つ目の異星人。ニューヨークの事件後、全地球人に向け、「宇宙縮小現象」の真相を語る。その後、評議会の裏事情を知り過ぎたアダドと獅子兄弟の抹殺のためにブラック指令に指示を出すが、エドからストップをかけられる。

ブラック指令
ウバラズからの指示でアダドと獅子兄弟を処分するために香港にノーバを送り込むが、エドの一声で作戦は中止された。

ザラブ星人
声 - 矢野正明（長男）、高坂篤志（次男）、中野泰佑（三男）
かつて地球に現れたザラブ星人の同胞。ザラブ星の工作員であり、メフィストの配下のひとり。星団評議会が高レベルの危険対象としている異星人で、他星への移民を許されていないため、メフィストの独断で密入星していた。
メフィストによるニセウルトラマン計画で、2人の仲間と共にウルトラマンスーツに擬態して街中で暴れた。だが、メフィストが万が一に備え自分との繋がりを消すための「奥の手」により、擬態を強制解除された上に暴走させられ、完全に自我を失ったまま進次郎と獅子兄弟によって倒される。
アニメ版では「ザラヴィー」の名前で登場する。

### ゼットンコア
ゼットンコア
星団評議会の上位存在。神様のような存在になろうとしているとされ、秩序の名の下に成長を見込めないと判断した種を滅している。その行為には一切の悪意がなく、純粋な善意に由来している。自らの正義や倫理に基づき自警活動を続けたウルトラ族を混沌を齎すと捉え、ウルトラ族を英雄視する星も秩序を理解できない未成熟な種族と断定し、それらの種も滅ぼしてきた。そのため地球で「ゼットン星人は侵略者」と認識されているというのはあってはならない事態であり、「地球人のウルトラマンへの信仰」を殺そうとしている。

バルキー
声 - M・A・O
地球に住む富裕層の異星人向けに、殺人ゲームを斡旋していた女性異星人。表向きは、フリーランスのコンダクターであるが、その正体はゼットンコアの実働部隊の一員で、獅子兄弟と同じく星団評議会の汚れ仕事も引き受けている。蹴りでビルに穴を空け、独特の刃形のソードで乗用車を両断するなど高い戦闘能力を持ち、あらゆるトラブルに対処できるようにバーレブル星製の拘束用硬化弾のような軍用兵器も所有している。
日本で警察署を襲撃した際に対峙した光太郎に興味を持つ。
アニメ版では「バルキュア」の名前で登場する。

テンペラー卿
ゼットンコアの実働部隊の一員であり、ゼットンコア最高幹部である騎士団のグランドマスター。優れた知能と戦闘能力を持ち、ゼットンコア内で唯一決定権を与えられた存在である。出身とされるテンペラー星は現在においても発見されておらず、封印作戦以前の光の国襲撃において首謀者であったともされている。かつて光の国の封印作戦において指揮官を務めていたため、ベムラーとは因縁がある。
単身で諸星、北斗、ベムラーを一蹴する実力者で、身につけた装甲は、至近距離でスぺシウム光線が直撃しても本体を守りきる強度を誇る。

ガッツ星人
ゼットンコア騎士団のマスターの一人。分身や瞬間移動を使う、魔術師のような存在。卓越した分析力から騎士団のブレインも担う。

ナックル星人
ゼットンコア騎士団のマスターの一人。格闘戦に長けており、優れた戦術家でもある。

タイラント
ゼットンコア騎士団のマスターの一人。強靭な肉体を武器に、破壊的なまでの肉弾戦を好む。

### 暗黒の星
ペダン星人
声 - 諏訪部順一
演 - 笠原紳司
格子状の仮面を着けた人間大の異星人。「暗黒の星」の首魁だが、本人はアジテーターを自称する。複数のドッペルゲンガーを同時に生成して戦わせるほか、本気を出すと全身が赤と白に変わって強化することが可能。
地球人の程度の低さを異星人移民や評議会に見せつけるため、テロの序盤でわざと虚偽の情報を流すことで地球人の犯罪を誘発し、その様子を中継しながら真相を明かす。
最後は進次郎と進、ベムラーのスペシウム光線を受け、「私の勝ちだ」という言葉を残して爆死する。
アニメ版では「ペダント星人」の名前で登場する。

ドルズ星人
ニューヨークで秘密裏に地球人へ薬物を与えていた「暗黒の星」の構成員。極めて残忍な種族で、結社に所属する前から地球侵略を目論む。
自分たちがばら撒いた薬物の力でヒーロー活動をする光太郎を目障りに思い、デイヴを拉致したうえで殺害する。しかし、激怒した光太郎が全身から炎を放つ異形と化したことに動揺し、対抗策を思いつけないまま彼の体当たりによって爆死した。
単行本第9巻の記述によれば『ウルトラマンタロウ』に登場したドルズ星人と同一種族のようだが、本作品では終始人間大のままであり、巨大化することはなかった。

レイ
諸星の双子の弟。髪色以外は弾と瓜二つの容姿をしている。幼少期にテロリストに誘拐され、現在の肉体には別の異星人の人格が宿っている。
侵略時の戦闘では諸星と対峙し、レイ本人の人格がすでに無いことを告げる。その後は情に訴えることで有利に戦おうとしたが、諸星の非情なまでの決意を前にあえなく策は破られ、最後は斬首されて死亡した。

バド星人
構成員として複数の個体が登場。ニューヨークでテロに巻き込まれたレナたちを襲撃し、改心したチンピラ集団を殺害しようとしたが、駆けつけた進次郎によって全員とも蹴散らされた。

ワドラン星人マーヤ
声 - 佐倉綾音
演 - 上田理絵
ペダント星人の配下の一団で、同族が絶滅の危機に瀕したことから暗黒の星と契約したワドラン星人の姫君。ナースを彷彿とさせる宇宙竜エスルンをペットとして飼っている。浮揚バイクに乗るメイド衣裳を着用し、能面をつけた3人の男性型異星人の能面メイドたち（雷電・土蜘蛛・鉄輪）を配下に従え、人間を生命カメラで撮影してその生命をどこかへ量子転送していた。態度と声はでかいが体力と頭脳は少々残念。
改心して転送した人々を解放するも、ルビック星人の槍に貫かれて倒される。
- マーヤのモチーフはマゼラン星人マヤとワイルド星人。能面メイドは女ヤプールをモチーフとしている。

ルビック星人
声 - 庄司宇芽香
組織を裏切ったマーヤを空中に開いたゲートから放った螺旋状の槍で攻撃したが、エースの右腕のキャノンによって撃ち抜かれる。

ディラー星人
声 - 藤原聖侑
黄金の城塞に突入したジャックと独自の拳法で戦うが、膝に首を叩きつけられてノックアウトする。

レブ星人
声 - 宮園拓夢
二つに分割することが可能な双剣を主武器とし、セブンと黄金の城塞で戦うが、ワイドショットによって倒された。

### その他の異星人
ベムラー
声 - 磯部勉 / 曽世海司
演 - 曽世海司
20,043歳。
本作品のキーパーソン。地球各地に出没し、12年前の旅客機爆破事件にも関与するとされる謎の異星人。ウルトラマンスーツに類似した外観が特徴で、手や口から光線を放つ。「始まりの敵」ベムラーを自称し、ウルトラマンになろうとする進次郎と何度も交戦するが、彼のウルトラマン因子が覚醒してからは抹殺する必要が無くなったとして共闘もするようになる。
その正体はかつて早田と同化し、異星人や怪獣から地球を守り抜いたウルトラマン本人。「暗黒の星」との戦いまでは隠していたが、スペシウム光線を放つこともできる。ゼットンコアが主導した光の国の封印の際に肉体を捨てエネルギー体になることで封印を免れて星から脱出し、宇宙を彷徨っていた死体と同化して活動しているが、地球に戻ってきた真意は不明。
ゼットンコアとの戦闘でテンペラー卿に頭部を潰されて活動停止に追い込まれ、ベータカプセルの姿に変化する。

エイダシク星人
声 - 金城大和 / 帆世雄一、下鶴直幸
演 - 曽世海司
異星交配によって生まれた混血種であり、知能が高く、極めて暴力的な戦闘種族であるため、星団評議会では地球移住を認めていない。口部から触手を出して獲物の口に入れてその体液を吸収する。
作中に初登場した個体は、人間を捕食していた非正規滞在者。進次郎が初めてウルトラマンとして戦った相手で、彼のことを「素人」と侮る。自身を「ボク」と呼ぶ子供っぽいところのある口調だが、違法兵器を自ら作り上げるなど頭が切れる。残虐な性格の持ち主であり、効率よく人間を捕食するために警察官に擬態し、若い女性や子供ばかりを狩っていた。分身能力を持ち、腕の伸縮式のプラズマ兵器を武器とする。
後にメフィストにより密入星した別個体が登場し、ザラブ星人らと共にセブンスーツに擬態して暴れるが、計画の破綻と同時に暴走させられ、諸星と光太郎によって倒される。

イガル星人・ピグモン
声 - 伊藤健太郎 / 山口智広
演 - 山﨑勝之
かつて星団評議会に名を連ねたイガル星の元王子。大柄な体躯をもち、普段は薬物と変装道具によって小柄な人間に擬態している。平和的な種族を政治に利用された結果、母星諸共滅ぼされ、評議会の計らいで地球某所のアパートで暮らすこととなる。孤独な生活の中でレナに憧れと執着を抱くようになるが、彼女へのネットに書き込まれた誹謗中傷が許せず、親交をもった過激ファンである美濃（声 - 草摩そうすけ / 山口崇浩）、佐伯（声 - 浜田洋平）、安藤（声 - 浦尾岳大）に脅迫されるかたちで犯罪に手を染め、彼女のアンチファンが次々殺害される現状を作る。
美濃たちがウルトラマンに対する妬みからウルトラマン抹殺を目的に暴走を始めると、自責の念よりレナの身をアダドから守るためライブ会場に乱入する。しかしアダドによって自身の所業を暴露され、最後は喉を切られて絶命する。

ブラックキング
声 - 藤沼健人
演 - 笠原紳司
アニメ版Episode5 -7に登場。ジャックにギャンブル場で敗れた異星人街の闘技場の元王者。その後、地球人に擬態することなく、本来の姿に巨大化して渋谷で暴れ回るが、飛行能力を覚醒させた進次郎のスペシウムブレードによって首を刎ねられる。
本編では第91話でサンフランシスコに、第107話で横浜市青葉区青葉台駅前に出現し、破壊行動を行うが、それぞれジャックとウインダムによって撃破される。

ロブトン星人
声 - 松川裕輝
アニメ版Episode6に登場した非人間型異星人。全身から発射するスパイクが武器。
地下資源を不法に食い荒らし数名を殺害したため進次郎たちに捕縛されるが、少女に擬態して進次郎に命乞いをするが、処分された。

カッダー星人
声 - 大平原也
進次郎たちが対処し捕縛した異星人。顎から飛び出た鋭いヒレ、高く伸びた額が特徴。星団評議会から地球移住を許された種族だが、生粋の狩猟民族ゆえに、一部は犯罪に走り要注意種族にカテゴライズされている。

ブリス星人
声 - 西森千豊 / 梶川翔平
演 - 山﨑勝之
星団評議会から認められない違法移民種族の一つ。口と鼻がなく、4対の目しかない顔が特徴。拳銃弾を徹さない強固な外殻を持ち、背面のジェネレーターをマウントし、両腕に装備された衝撃波兵器から家屋数棟を破壊する威力の衝撃波を放つ。
作中に登場した違法移民の個体は、ピグモンの依頼で佐山レナに誹謗中傷的な書き込みを行う者たちの殺人事件を実行していた。事件を追っていた遠藤たちの作戦に引っ掛かり逃亡するも、そこを狙って出撃した諸星のスペシウムソードによって粛清される。

ピット星人
アニメ版Episode8,10に登場。レナに関わる連続殺人事件のブリス星人に代わる実行犯としてアダドに処分された異星人。下水道で諸星に抹殺されたり、同種族の複数の個体が存在しているが、いずれも死体のみの登場。

ベロクロン
アニメ版Episode9,10に登場。井出から「超獣」と表現された知性を持たない生体兵器。武器は口から吐く光線と怪力。
埠頭に出現するが、北斗の光刃に切られる。その後、別個体が下水道に出現するが、北斗に首を切られる。

南 夕子（）
声 - 潘めぐみ（モーションコミック版）
演 - 山﨑勝之
北斗の幼馴染。その正体は地球とはまったく違う星から来た異星人。両親は星団評議会先遣調査団の一員であったが、その星団評議会からの暗殺指令を受けたエースキラーによって12年前、旅客機爆破事件に見せかけられて殺害されている。

サム
香港に住む違法移民の男性。評議会を出奔したアダドを匿う。

モチゴン
声 - 山下タイキ
本来はおとなしい異星人であったが、マーヤによって囮として使われ、異常な興奮状態で街に出現し、火を頭頂から噴いて暴れ回る。後にハンマーを右腕に接続した改造モチゴンの状態で再登場するが、タロウに投げ飛ばされて昏倒する。

アドロス
声 - 富士渕将行
レナが出演した復興式典のリハーサル現場に乱入して暴走した異星人。

## 用語

### 組織
科学特捜隊（Science Special Search Party）
通称「科特隊」。かつて怪獣や宇宙人から地球を守っていた国際科学警察機構の下部組織。表向きは解体されているが、実際は秘密裏に再始動し、宇宙人の起こす事件に対処する機関として機能する。
現在の科特隊日本支部の隊員数は計30名。隊長の諸星と、その上に隊全体を統括する桐山を中心とし、中でも選りすぐりの精鋭である、天城、曽我、古橋、友里アンヌの4名がメインメンバーとされる。他にも各オペレーターや記念館の運営なども含めるとかなりの大所帯になっている。
光の巨人記念館
かつての科特隊日本支部の基地を改装した記念館。科特隊やウルトラマンの活躍が立像や資料、写真などで紹介されている。しかし実際は井手の手により当時の設備が維持されており、早田と進次郎を守るために機能している。

星団評議会
ウルトラマンが地球を去った時期と前後して、全宇宙の文明を有する星々の知的生命体が宇宙の平和のために結成した同盟組織。地球は本編開始の7年前に加入しており、訳ありの異星人の滞在を許可する見返りとして怪獣や侵略者の問題を解決している。本編開始時はウバラズが議長を務め、その上の役職である最高議長にエドが就いている。また、評議会に加盟せず自らの価値基準で自警活動をしてきた光の国とは敵対しており、人工太陽の機能を奪ってこの宇宙から完全に隔離している。
その実態はゼットンコアの傀儡で、彼らが決定する「この宇宙に存在する価値があるか否か」という基準を、さも全宇宙の総意とさせるための装置である。メフィストによれば、「過去に地球侵略を目的として現れた異星人たちは、全て評議会の命で動いていた」とのこと。

暗黒の星
地球は優れた種が統治すべきという選民思想を持つ宇宙人集団。アダドの手引きで『街』ごと地上に出現。ニューヨークを拠点に薬物を地球人に与えては怪物化させその勢力を徐々に拡大し、3か月以上が過ぎたころ地球侵略を大々的に宣言し、地球の半分を割譲するように脅迫する。

科学捜査機構
ウルトラマンが地球を去ってから設立され、異星人絡みと思われる事件を捜査している民間の科学捜査機関。表向きは財団法人だが、開示されている情報は全くのデタラメで、誰が何のために設立したのか、これまでの実績も不透明である。
その正体とは異星人狩りを行うための組織である。ウルトラマンが去ってから地球人の中で地球を守るという意識が高まり、各国が結託して非公式に異星人の排斥が始まって、当初は日本では公安が任じられていたが、その後、万が一に備えて政府から切り離されていた。地球が星団評議会に加盟してからの活動については不明。

### 技術

#### ウルトラマンスーツ
本作品でウルトラマンと呼ばれる人物たちが装着するパワードスーツ。外観やカラーリングはウルトラマンを模している。科特隊製とヤプール製の2系統があり、物語の進行につれて装着者に対応した改良やバリエーションが施される。原作マンガでは現場にスーツを着用してから向かっているが、アニメでは変身シーンが設定された。また、アニメ版ではヘルメット内の仮想インターフェースが独自の設定として描かれている。
劇中では片仮名で表記されるが、アニメ版やフィギュアなどの商品ラインナップでは英語表記される場合もある。

ULTRAMAN SUIT
進次郎の力を補助・増幅するために開発された試作型のスーツ。後述するB-TYPEと区別するため、A-TYPEと呼ばれる。
動力源であるスペシウムエネルギーの恩恵によって、高速戦闘や擬似的な飛行を可能としている。さらに胸部のカラータイマーが赤く発光したリミッター解除状態になることで大幅にパフォーマンスが向上し、3分間だけ強大な力を発揮することができる。リミッターは進次郎とスーツにかかる負荷を考慮して遠隔操作による解除が基本だが、後に進次郎の意志で解除できるようになる。しかし最も重要なのは激しい戦闘の中でも進次郎の生命を守ることにあり、度重なる改良の末、ベストな複合素材が装甲に使用されている。
武装は両腕に内蔵された引込み式のスペシウムブレードで、右手首の制御ユニットを左手首のコネクタに接続して十字に構えると左腕部の発射装置からスペシウム光線が発射可能。
アニメ版では、後述のB-TYPEのみが運用され、進次郎が右手首に取り付けた普段は腕時計に偽装されたブレスレット型の転送装置を宙空に突き上げることで、科特隊本部から自動で転送・装着されるようになっている。また映像の映えを重視した監督の意向で、スペシウム光線は十字に組んだ左手を右肘にスライドさせながらエネルギーをチャージすることで、右腕の発射口から垂直面で光線が発射されるかたちに変更されているほか、B-TYPEに先立ちウルトラスラッシュが使用できるようになっている。ファイナルシーズン第1話では、ライトアップ箇所とカラーリングが増えたテスト用のスーツを着用している。
B-TYPE
進次郎の成長にA-TYPEの性能が追いつかなくなったことを受け開発された新スーツ。ヤプールが残したエーススーツの設計図を基に、軽量化やスラスターの追加、各補助モーターをナノモーターへ変更するなどの見直しが行われ、より自由な空中飛行が可能となっている。さらにセブンスーツで実装済みのクローキング機能（不可視化）や擬態機能も追加されている。
武装面では、両掌に	'ウルトラスラッシュ'と呼ばれる圧縮したスペシウムエネルギーの光輪を形成するレンズが追加されたほか、スーツのスペシウムエネルギー消費を抑える目的で銃型火器マルス133改が設定されている。
最終形態
光の力が増大した進次郎に合わせて開発された、ULTRAMAN SUITの完成形ともいえるスーツ。死の淵から立ち上がった進次郎の身体を包み込んだ。
TEST-TYPE
新たな進次郎のスーツ開発に先立って、オペレーションシステムのテスト用に用意されたテストスーツ。

ULTRAMAN SUIT Ver.7
諸星弾の専用スーツ。バイザーに覆われた眼が特徴。科学特捜隊内部ではバージョンナンバーからセブンスーツと呼ばれる。ウルトラマン因子をもたない常人の着用を想定し、スーツ自体の機能は少ないものの、様々な外部装備などを想定した拡張性のある複数の機能が実験的に導入されている汎用型として設計された。反面、使用者への負荷はまだ大きく、実戦投入後もアップデートが重ねられる。
標準装備は日本刀型のメインウエポン・スペシウムソードと、サブウエポンである遠距離からの攻撃を想定したアイスラッガー状の投擲武器・スローイングナイフ。スペシウムソードは刀身にスペシウムを流すことで、斬れ味の向上だけでなく強大な遠隔攻撃にも対応する能力を発揮する。
- デザインはウルトラセブンをベースとしており、作者の作品である『鉄のラインバレル』に登場する「ヴァーダント」がモチーフとなっている。オリジナルのウルトラセブンはバッテリーが肩甲骨の部分に入っていたことから、そのオマージュとしてマウントラッチという設定となった。

Ver.7.1、Ver.7.2
初戦後に実戦データと諸星の意見を反映して改良された仕様。上腕および大腿部装甲が軽量化されている。
Ver.7.3、Ver.7.4
装甲と武装の追加にともない、制御系を始めとする各機能の改良が行われた仕様。新兵装としてウルトラマンスーツのスペシウム光線と同等の威力を誇る両手の大型スペシウム兵器ワイドショットと、背面にマウントされる専用多目的ライフルEXライフルを装備する。ワイドショットはエネルギーを放出し続けることで、推進装置や巨大ロボットを一刀の元に切り捨てられる光刃として応用が可能。EXライフルは長距離狙撃用の拡張バレルや試験段階の地球外エネルギー結晶を弾頭に用いたエメリウム弾など、オプションが豊富に用意されている。
Ver.7.5
進次郎のB-TYPEスーツからのフィードバックにより完成形に近づいた仕様。新武装として、大型刀への連結機構を備えた実体剣EYE SLUGGER2振が追加されているほか、飛行機能も備わった。
Ver.0
井出が一番最初に造ったスーツ。全リミッターが解除されたピーキーな仕様が試着した諸星の怒りを買い、ロストナンバーとして封印された。
強行突入型
『ULTRAMAN：BE ULTRA』オリジナルのプレイアブルキャラクターとして登場。スーツがダークカラーになっている。

ACE SUIT / ULTRAMAN SUIT A
ヤプールが地球産のマテリアルを元に北斗星司用に開発した専用スーツ。他のスーツと比べやや目が大きい造形と頭部のトサカ状の突起が特徴。「Alien（異星人）」の頭文字と星司の自己顕示欲から星司はエーススーツと呼んでいる。表面のマーキング類が一切ないなど、科特隊のスーツとは技術体系が大きく異なるが、性能的には遜色のないスペックを誇り、その技術が後に科特隊にも渡ったことから、科特隊のスーツとは実質的な兄弟関係にある。先行機にない機能として擬態装置を応用した転送装置が組み込まれており、両拳を撃ち合わせるモーションによって瞬時にスーツを転送・装着できる。転送時に義肢も日常用からスペシウム兵器を内蔵した戦闘用へ換装されるため、身長が僅かに伸びる。この他にもヤプールの親心から、星司本人も知らない機能を複数備える。
主な武装は戦闘用義肢の両腕が変形して出現した手首の開口部から形成したビームカッターで、十八番は両手首を繋ぐ光の奔流で敵を切り裂くバーチカルギロチン。さらに義手を変えることで手首から先に仕込まれた高出力のビーム兵器が使用可能になる。また、UAUのEpisode：TIGAでは、戦術（TAC）チームの梶が考案した肘から先を覆う真っ赤なガントレットと大型ナックルメタリウム・ハンマーが登場しており、側面に展開する引き込み式のスラスターで加速しながら相手を殴り飛ばすことが可能。
強行突入型
『ULTRAMAN：BE ULTRA』オリジナルのプレイアブルキャラクターとして登場。スーツがダークカラーになっている。

JACK SUIT / ULTRAMAN SUIT JACK
アメリカ合衆国に渡ったヤプールが現地の機材を使って製造したジャック用の重装甲型の強化外骨格。「ジャックスーツ」とも呼ばれる。パワーと頑丈さが売りで、着用者の保護や重武装化、敵への威圧などの理由から他のスーツよりも大柄で重装感ある外観となっている。マスクは各部が分割され背面装甲内へ完全に収納できるようになっているが、展開される受取アームの関係で装着・収納時には正面を向いていなければならない。
見た目とは裏腹にかなりの機動性を確保しており、両前腕部の伸縮式の収納ソードやレールガン、自動展開する不可視の防護フィールドなどが搭載されているが、暗黒の星との戦闘時点で未完成品であり、エネルギー兵器や左腕のブレスレット型スーツ転送装置が追加される予定。
また同程度の大きさで頭部や胸部のデザインが簡易化された簡略型アーマーも2着完成しており、ジャックの同僚のエージェントが装着していた。

PROTOTYPE SUIT
早田専用のグレーのプロトスーツ。後継機であるA-TYPEとは、スペシウム兵器が実装されていないなどの相違点が存在する。エースキラー戦で追加されたヘルメットは、防御性能は乏しいが、情報処理と視力を補う。

ZOFFY SUIT / ULTRAMAN SUIT ZOFFY
早田進がニューヨークの戦いから新たに着用するスーツ。プロトタイプスーツをリプレースした完成形で、外観はULTRAMAN SUITに似るが、ハヤタがウルトラマンと同化していたときに夢で見た最後の記憶にあるもう一人のウルトラマンのイメージをモチーフにしているので、カラーリングや口元のデザインなどの細部が異なる。「ゾフィースーツ」とも呼ばれる。固有の特徴として、胸部のメインコアの出力強化と肉体への負荷を分散するサテライトコアを胸部のスペシウムコア周囲に配置しており、進次郎と同様にスペシウム光線発射装置を腕に搭載する。

TARO SUIT / ULTRAMAN SUIT TARO
ヤプールがタロウ（東光太郎）に製造した戦闘支援スーツ。「タロウスーツ」とも呼ばれる。赤いボディや角付きの頭部など、炎態能力に覚醒する以前に光太郎が着用していたハンドメイドのヒーロースーツに類似したデザインが特徴。
タロウの炎態の有り余るエネルギーを制御して周囲の物的・人的被害を防ぐことを念頭に設計され、耐火性に優れた地球外物質の繊維が採用されている。加えて、排炎用コントロールベーンとなる両耳の突起を始め、強制冷却機能や排熱・排炎ダクトが後頭部・手首・胸・背中などに配されている。戦闘を支援する内蔵武装や、着用者の身体を防護する肉体強化システムなどはほぼないが、スーツだけでは抑えられない余剰エネルギーが後頭部と背面の排熱・排炎ダクトから炎として外部へ噴射されるため、これらを限定的に使用することで攻防の強化や空中飛行を可能としている。
アニメ版ではヤプールが緊急措置として製作した試作型のスーツをそのまま引き続き使用しており、排熱・排炎ダクトは正面と背面の両方にある。ジャックから受け取ったバッジ型のスーツ転送ガジェットもオリジナルのものを意識したものとなっている。

MARIE SUIT
ヤプールが造った佐山レナ（マリー）専用スーツ。ベムラーの依頼でレナを守ることを主目的に造られ、彼女を守護するための機能が盛り込まれている防御特化型スーツとなっている。ヤプール製の最新鋭スーツであり、先行機以上にスーツの稼働時間が飛躍的に延びている。瞬時にブレスレット型のアイテムで変身することが可能。
柔軟なスーツ面には希少な繊維素材が使われ、見た目からは想像できない頑強さを誇る。両耳に当たる部位のコントロールベーンには、レナのフォースフィールドを生成できる能力を広範囲に展開させる機能がある。背面装甲内に加え、スカート状の装甲裏にもエーススーツと同様の簡易スラスターが備えられている。敵の攻撃を防いだり、ダメージを与えることも可能なエネルギーシールドを備える。ただし防御に特化させたため、他のスーツと違い内蔵兵器はほぼ皆無である。
アニメ版ではチョーカー型のデバイスで装着する。

#### その他の技術
ハイブリットスーツ
科学特捜隊強襲班が着用するボディアーマー。セブンスーツと多くの共通部分を持つ。

擬態装置
異星人が地球人に擬態する際に使用する機械。最新型は見た目だけでなく質量まで変化可能。しかし重さが変化しても強度は変化しないのか、進次郎がウルトラマンスーツに擬態した際は生身と同じダメージを受けていた。

転送装置
ウルトラマンスーツを装着者の元へ転送するための装置。ヤプール製のスーツには最初期から搭載されており、後にヤプールからのアドバイスを受けた井出も開発に成功、科特隊製のスーツも転送可能となる。

黄金の城塞
暗黒の星に所属するペダン星人たちが惑星攻略兵器として創り出した巨大ロボット。3隻のペダント船で構成され、Aシップが下半身、Bシップが腕部と胸部、Cシップが頭部と背中を構成し、CシップがBシップの背後から覆いかぶさるように上半身を構成する。飛行能力、人型への変形機能、前腕部に搭載された高出力の砲台、無数の全方位ビームを放つ胸部、スペシウム光線すらも防ぐシールド、ウルトラマンスーツ内蔵の通常火力では突破できないほどの防御力を持つ。
侵略計画の序盤からニューヨークに投入され、その性能でタロウやジャックを苦しめる。避難の遅れた高層ビルを砲撃するも、諸星の猛攻で破壊される。アニメ版ではタロウのウルトラダイナマイトによって動力炉を破壊されたことで倒された。
- デザインモチーフは『ウルトラセブン』に登場するキングジョー。

ウインダム（WINDAM）
セブンスーツVer.7.5のロールアウトと共に諸星用の補助兵装となったAIを搭載したロボット兵器。大型バイク形態とロボット形態の2つの形態を持つ。複数のセンサーによって、有機体には感知できない微小な反応も捕らえられる。腕には強力なスペシウム兵器が付いている。最初に使用した諸星に変に懐いてしまい、彼以外の言うことを聞かなくなってしまったため、実質的に専用機になっている。

ノーバ
獅子兄弟ごとアダドを始末するためにブラック指令によって香港へ派遣された生体兵器。ビルよりも巨大な赤いてるてる坊主のような姿で、目から熱線を放ち、触手を振るう。その他、強化スーツの機能を一時的に停止させるジャミング効果を持った赤い煙を吐き出す。
煙によって進次郎や諸星を苦しめたが、決着が着く前にエドからの停戦命令を受けた指令の指示で撤退する。

戦闘用スーツ
獅子兄弟が着用する黒い戦闘用スーツ。後に井出によって密かに機能面の向上も含めた改良が施され、見た目が赤と銀に変化したほか、試作の擬似スペシウムコアも取り入れられる。

セブンガー
井出がみんなと一緒に戦いたいという一心で完成させた機動兵器。正式名称は大型機動兵器「七號」。六號までは失敗し、本機でようやく起動に成功したものの、異星人の兵器だと勘違いした諸星によって胴体を真っ二つに切断されてしまう。

ゼットンスーツ
エドが装着するスーツ。圧倒的な膂力を持つほか、顔面の十文字から発射する光線や、周囲を浮遊するビーム攻撃をするドローンが武器である。

ゼットン
声 - 宮田哲朗
亜空間ゲートを通過して召喚された宇宙恐竜。以前にウルトラマンが戦った個体よりもはるかに巨大で、周囲を顔面から放つ一兆度の火球と8本の指先から放つビームで焼き尽くす。

### その他
ウルトラマン因子
早田、および進次郎に存在する特殊な遺伝子。これを有する2人は一般人を凌駕する身体能力と頑丈な肉体をもつ。より強い因子を持つ進次郎は浮遊や空中飛翔なども行えるようになる。

街
地球に移住してきた異星人たちが隠れ住む地下空間。床からだけでなく天井からもビルが逆さまにそびえ立っている。この場所を含め、地球に移住した異星人たちのうち、規定の体積を超える個体は本来の姿を抑える薬物や腕時計型の擬態装置を与えられ、相応の体積への変化が義務付けられている。
ポータル
世界各地に設置された街への秘密の出入口を隠した施設。各国の政府によって管理されている。諸星たちはここから街に入り、異星人たちから情報を得て異星人絡みの事件を追っている。

薬（仮称）
暗黒の星がニューヨークで地球人に配布していた薬物。服用すると自我と引き換えに超人的な身体能力を獲得する。力を使いすぎると全身から煙が上がり、変身が解けて能力も減衰、場合によってはそのまま意識を失う。薬の力で犯罪を起こす者たちをアメリカでは「怪物」と呼んでいた。光太郎の身に起こった人体発火など、まだまだ未知の副作用が存在する。
また、一度に大量摂取することで、人間大の小型異星人が怪獣サイズへ巨大化することが可能となる。損傷箇所の再生も速やかに行われるようになるが、過剰量になれば寿命を縮める副作用がある。

宇宙収縮現象
様々な異星人が地球に訪れる原因となったとされる現象。発端は数十年前にM78星雲で起きた人工太陽の爆発であり、これによってM78星雲に属する約6,900万の惑星のうち、「光の国」を含む8割の星が消滅。その後、時空間への壊滅的なダメージで生じた大きな亀裂が起点となり、緩やかだが確実に宇宙が縮小し始めた。
高次テクノロジーを有する星々が協力し合い、事態を回避すべく宇宙崩壊プロセスの解明にあたっているが、回避できなかった場合に地球を母船とした別次元への移住計画を第二計画として同時に進めている。だが、獅子兄弟によればこの話は光の国を宇宙から完全に隔離するために評議会がでっち上げた詭弁であるとされる。

## 書誌情報
- 清水栄一（原作）、下口智裕（作画） 『ULTRAMAN』 ヒーローズ〈ヒーローズコミックス〉、既刊21巻（2025年2月5日現在）
  1. 2012年9月28日発行（2012年9月8日発売[48]）、ISBN 978-4-8646-8301-2
  2. 2013年3月29日発行（2013年3月5日発売[48]）、ISBN 978-4-86468-321-0
  3. 2013年9月30日発行（2013年9月5日発売[48]）、ISBN 978-4-86468-341-8
  4. 2014年3月31日発行（2014年3月5日発売[48]）、ISBN 978-4-86468-358-6
  5. 2014年11月28日発行（2014年11月5日発売[48]）、ISBN 978-4-86468-378-4（通常版）
    - ISBN 978-4-864-68377-7（ULTRAMAN全身フィギュア付き限定特装版）

  6. 2015年7月31日発行（2015年7月4日発売[48]）、ISBN 978-4-86468-420-0
  7. 2016年1月29日発行（2015年12月29日発売[48]）、ISBN 978-4-86468-422-4（通常版）
    - ISBN 978-4-86468-423-1（ウルトラマンスーツVer7.2″セブン”フィギュア付き限定特装版）

  8. 2016年7月31日発行（2016年7月5日発売[48]）、ISBN 978-4-86468-465-1
    - 978-4-86468-466-8（DVD付き特装版）

  9. 2017年1月29日発行（2016年12月29日発売[48]）、ISBN 978-4-86468-486-6
  10. 2017年7月31日発行（2017年7月5日発売[48]）、ISBN 978-4-86468-507-8
  11. 2017年12月31日発行（2017年12月5日発売[48]）、ISBN 978-4-86468-529-0
  12. 2018年7月31日発行（2018年7月5日発売[48]）、ISBN 978-4-86468-537-5
  13. 2019年3月31日発行（2019年3月5日発売[48]）、ISBN 978-4-86468-624-2
  14. 2019年11月30日発行（2019年11月5日発売[48]）、ISBN 978-4-86468-677-8
  15. 2020年4月30日発行（2020年4月5日発売[48]）、ISBN 978-4-86468-716-4
  16. 2020年12月31日発行（2020年12月4日発売[48]）、ISBN 978-4-86468-767-6
  17. 2021年6月30日発行（2021年6月5日発売[48]）、ISBN 978-4-86468-809-3
  18. 2022年4月30日発行（2022年4月5日発売[48]）、ISBN 978-4-86468-879-6
  19. 2023年2月28日発行（2023年2月3日発売[48]）、ISBN 978-4-86468-154-4
  20. 2024年2月29日発行（2024年2月5日発売[48]）、ISBN 978-4-86468-237-4
  21. 2025年2月28日発行（2025年2月5日発売[48]）、ISBN 978-4-86805-045-2

## モーションコミック
シフトワンによる制作で、2014年3月5日より第1巻の内容が、2014年11月25日より第2巻の内容が順次配信され以降も新作が作られた。

## アニメ
2017年12月1日にフル3DCGアニメーションの製作が発表され、2019年4月1日よりNetflixにてシーズン1全13話が全世界独占配信された。のちにシーズン1は2020年4月から7月にかけてTOKYO MXとBS11にてテレビ放送された。
監督を務める神山にとっては、モーションキャプチャを初めて用いる作品となり、モーションアクターには、小川輝晃、山﨑勝之、笠原紳司ら過去に特撮作品で変身ヒーローを演じた経験のある俳優らが起用されている。原作に準拠した物語ではあるが、バトルシークエンスやスーツの装着プロセスなどアニメ独自のオリジナル要素がある。また、ジャックのブレスレットなどはオリジナル音源のSEが使用されている。
Netflixが発表した「What's Hot? 2019」では、2019年の配信作品中でアニメ部門1位、総合部門6位にランクイン。また神山と荒牧は本作品で第47回アニー賞の監督賞（テレビ / メディア部門）にノミネートされた。
シーズン2は「アヌシー国際アニメーション映画祭2019」にて製作が発表され、2022年4月14日より配信が開始された。シーズン1同様に原作をベースとするが、ストーリーやキャラクターは、アニメオリジナルの要素が増加している。
完結編となるFINALシーズンは2023年5月11日に全12話が一挙配信された。下山健人による完全オリジナルストーリーで、原作とは異なるアニメ版独自の結末が描かれる。

### スタッフ
- 原作 - 円谷プロダクション、清水栄一、下口智裕[2][53][13][16]
- 連載 - 「コミプレ/ヒーローズ」[16]
- 監督 - 神山健治、荒牧伸志[2][53][13]
- シリーズ監督 - 内山寛基 (シーズン2)[3][13][16]
- 監修 - 塚越隆行 [4][16]
- Created by - 石川光久[16]、Joseph Chou[16]
- 製作統括 - 永竹正幸[16]
- エグゼクティブプロデューサー - 青木竹彦、許瑠伊[16]
- 原作監修 - 隠田雅浩[16]
- 脚本・シリーズ構成 - 下山健人（FINALシーズン）[24]
- 企画協力 -  渋谷浩康[16]、小林範善 (シーズン1)
- 各話演出 - 八木下浩史 (シーズン1)、佐藤誠 (シーズン1)
- キャラクターデザイン - 山田正樹[4][13][16]
- 造形監修 - 澗淵隆文[4][16]
- アクションコーディネーター - 川谷求己[4][13][16]
- 音楽 - 戸田信子、陣内一真[8][13][16]
- 音楽プロデューサー - 田井モトヨシ、関根陽一
- 音楽制作 - ランティス、円谷プロダクション
- 製作プロデューサー
  - シーズン1 - 石塚徹、小野幹雄、千葉晙宇、有澤亮哉、鍋岩晶子[4]
  - シーズン2・FINALシーズン - 石塚徹、原田誠也、田中渉[16][24]
- 制作プロデューサー - 橋本トミサブロウ、牧野治康[4][16]
- 制作 - Production I.G、SOLA DIGITAL ARTS[2][53][13][16]
- 製作 - ULTRAMAN製作委員会（円谷プロダクション、フィールズ、Gホールディングス、バンダイナムコアーツ、電通）[4]

### 主題歌
「Sight Over The Battle」
OLDCODEXによるシーズン1Netflix配信版の主題歌。作詞はYORKE.、作曲はTa_2、編曲は小山寿。
「Core Fade」
OLDCODEXによるシーズン1地上波版のオープニングテーマ。作詞はYORKE.、作曲はTa_2、編曲はeba。
「my ID」
Void_Chordsによるシーズン1地上波版のエンディングテーマ。作詞はKonnie Aoki、作曲は高橋諒、フィーチャリングアーティストはRyoheiとFoggy-D。
「星の欠片」
佐山レナ（諸星すみれ）による劇中歌。
「3」
NOILIONによるシーズン2の主題歌。作詞はKonnie Aoki、作曲はTeddyLoid。
「Transcending Time」
Void_Chordsによるシーズン2のエンディングテーマ。作詞はKonnie Aoki、作曲は高橋諒、フィーチャリングアーティストはRyoheiとFoggy-D。
「RAYS」
NOILION × MIYAVIによるFINALシーズンの主題歌。作詞はKonnie Aoki、作曲・編曲はKonnie Aoki、MIYAVI、Carlos K.。
「AVIATION」
Void_ChordsによるFINALシーズンのエンディングテーマ。作詞はKonnie Aoki、作曲は高橋諒、フィーチャリングアーティストはRyoheiとFoggy-D。

### 各話リスト
| 話数          | サブタイトル                           | 脚本            | 絵コンテ          |           |           |           |           |           |           |           |           |           |           |           |           |           |           |           |           |           |           |           |           |           |
| シーズン1     | シーズン1                              | シーズン1       | シーズン1         | シーズン1 | シーズン1 | シーズン1 | シーズン1 | シーズン1 | シーズン1 | シーズン1 | シーズン1 | シーズン1 | シーズン1 | シーズン1 | シーズン1 | シーズン1 | シーズン1 | シーズン1 | シーズン1 | シーズン1 | シーズン1 | シーズン1 | シーズン1 | シーズン1 |
| ------------- | -------------------------------------- | --------------- | ----------------- | --------- | --------- | --------- | --------- | --------- | --------- | --------- | --------- | --------- | --------- | --------- | --------- | --------- | --------- | --------- | --------- | --------- | --------- | --------- | --------- | --------- |
| 第1話         | この地球にあってはならない力           | 檜垣亮          | 荒牧伸志          |           |           |           |           |           |           |           |           |           |           |           |           |           |           |           |           |           |           |           |           |           |
| 第2話         | 逃れられない運命                       | 檜垣亮          | 荒牧伸志 佐藤誠   |           |           |           |           |           |           |           |           |           |           |           |           |           |           |           |           |           |           |           |           |           |
| 第3話         | ウルトラマンやるのも悪くないかも       | 檜垣亮          | 佐藤誠            |           |           |           |           |           |           |           |           |           |           |           |           |           |           |           |           |           |           |           |           |           |
| 第4話         | リミッター解除！                       | 檜垣亮          | 荒牧伸志          |           |           |           |           |           |           |           |           |           |           |           |           |           |           |           |           |           |           |           |           |           |
| 第5話         | 異星人の街                             | 土城温美        | 岡村天斎          |           |           |           |           |           |           |           |           |           |           |           |           |           |           |           |           |           |           |           |           |           |
| 第6話         | ウルトラマンという呪い                 | 土城温美        | 椎名政治          |           |           |           |           |           |           |           |           |           |           |           |           |           |           |           |           |           |           |           |           |           |
| 第7話         | 秘められた思い                         | 土城温美 檜垣亮 | 佐藤誠            |           |           |           |           |           |           |           |           |           |           |           |           |           |           |           |           |           |           |           |           |           |
| 第8話         | 真実の幕開け                           | 土城温美        | 荒牧伸志          |           |           |           |           |           |           |           |           |           |           |           |           |           |           |           |           |           |           |           |           |           |
| 第9話         | はじめまして、兄さん                   | 砂山蔵澄 檜垣亮 | 堀元宣            |           |           |           |           |           |           |           |           |           |           |           |           |           |           |           |           |           |           |           |           |           |
| 第10話        | 星団評議会                             | 砂山蔵澄        | 佐藤誠            |           |           |           |           |           |           |           |           |           |           |           |           |           |           |           |           |           |           |           |           |           |
| 第11話        | そのままの君でいて                     | 砂山蔵澄        | 椎名政治          |           |           |           |           |           |           |           |           |           |           |           |           |           |           |           |           |           |           |           |           |           |
| 第12話        | エースキラー                           | 砂山蔵澄        | 岡村天斎          |           |           |           |           |           |           |           |           |           |           |           |           |           |           |           |           |           |           |           |           |           |
| 第13話        | 本当のウルトラマン                     | 檜垣亮          | 荒牧伸志          |           |           |           |           |           |           |           |           |           |           |           |           |           |           |           |           |           |           |           |           |           |
| シーズン2     |                                        |                 |                   |           |           |           |           |           |           |           |           |           |           |           |           |           |           |           |           |           |           |           |           |           |
| 第14話        | NYから来た男                           | 檜垣亮          | 内山寛基          |           |           |           |           |           |           |           |           |           |           |           |           |           |           |           |           |           |           |           |           |           |
| 第15話        | 憤怒の炎                               | 檜垣亮          | 内山寛基          |           |           |           |           |           |           |           |           |           |           |           |           |           |           |           |           |           |           |           |           |           |
| 第16話        | 失われた『光』                         | 檜垣亮          | 荒牧伸志          |           |           |           |           |           |           |           |           |           |           |           |           |           |           |           |           |           |           |           |           |           |
| 第17話        | 科特隊急襲                             | 檜垣亮          | 内山寛基          |           |           |           |           |           |           |           |           |           |           |           |           |           |           |           |           |           |           |           |           |           |
| 第18話        | 黄金の城塞                             | 檜垣亮          | 荒牧伸志          |           |           |           |           |           |           |           |           |           |           |           |           |           |           |           |           |           |           |           |           |           |
| 第19話        | 六番目のULTRAMAN                       | 檜垣亮          | 内山寛基          |           |           |           |           |           |           |           |           |           |           |           |           |           |           |           |           |           |           |           |           |           |
| FINALシーズン |                                        |                 |                   |           |           |           |           |           |           |           |           |           |           |           |           |           |           |           |           |           |           |           |           |           |
| 第20話        | 新たなる予兆                           | 下山健人        | 安田賢司          |           |           |           |           |           |           |           |           |           |           |           |           |           |           |           |           |           |           |           |           |           |
| 第21話        | 親子にふりかかる呪い                   | 下山健人        | 荒牧伸志          |           |           |           |           |           |           |           |           |           |           |           |           |           |           |           |           |           |           |           |           |           |
| 第22話        | ヒーローとしての選択                   | 下山健人        | 内山寛基 荒牧伸志 |           |           |           |           |           |           |           |           |           |           |           |           |           |           |           |           |           |           |           |           |           |
| 第23話        | 信じてもらえないなら、俺は一人でもやる | 下山健人        | 安田賢司          |           |           |           |           |           |           |           |           |           |           |           |           |           |           |           |           |           |           |           |           |           |
| 第24話        | 追うものと追われる者                   | 下山健人        | 安田賢司          |           |           |           |           |           |           |           |           |           |           |           |           |           |           |           |           |           |           |           |           |           |
| 第25話        | 歴戦の勇士                             | 下山健人        | 荒牧伸志          |           |           |           |           |           |           |           |           |           |           |           |           |           |           |           |           |           |           |           |           |           |
| 第26話        | 4人目の継承者                          | 下山健人        | 内山寛基 荒牧伸志 |           |           |           |           |           |           |           |           |           |           |           |           |           |           |           |           |           |           |           |           |           |
| 第27話        | TARO vs ULTRAMAN                       | 下山健人        | 安田賢司          |           |           |           |           |           |           |           |           |           |           |           |           |           |           |           |           |           |           |           |           |           |
| 第28話        | 更なる覚醒                             | 下山健人        | 青木悠 荒牧伸志   |           |           |           |           |           |           |           |           |           |           |           |           |           |           |           |           |           |           |           |           |           |
| 第29話        | 真の厄災                               | 下山健人        | 佐野隆史          |           |           |           |           |           |           |           |           |           |           |           |           |           |           |           |           |           |           |           |           |           |
| 第30話        | 悪夢の召喚                             | 下山健人        | 岡村天斎          |           |           |           |           |           |           |           |           |           |           |           |           |           |           |           |           |           |           |           |           |           |
| 第31話        | さらば、我らの――                       | 下山健人        | 荒牧伸志          |           |           |           |           |           |           |           |           |           |           |           |           |           |           |           |           |           |           |           |           |           |

### Webラジオ
ULTRADIO
2022年3月22日から2023年6月14日まで、音泉とウルトラマン公式YouTubeチャンネルにて配信されていた。パーソナリティは木村良平（早田進次郎役）、潘めぐみ（北斗星司役）。

## フォトストーリー
『ULTRAMAN SUIT ANOTHER UNIVERSE』のタイトルで、『月刊ホビージャパン』2019年12月号より掲載。執筆は長谷川圭一。物語は本編と同じ世界観を舞台としており（厳密にはもうひとつの宇宙アナザーユニバースのあり得たかもしれない物語を描いている、オリジナルの要素としてウルトラマンティガをモチーフとした『ULTRAMAN SUIT TIGA』、ウルトラマンゼロをモチーフとした『ULTRAMAN SUIT ZERO』などのオリジナルスーツが登場する。

### 登場人物（UAU）
ダイゴ
Episode：TIGAの登場人物。20歳前後で古代人のような皮の衣服をまとう若者。元いた世界では地球星警備団・調査警備隊員であり、異世界に繋がる扉を開くための儀式を行っていた隠秘学者のダガンを倒すために戦っていたが、ダガンの死後に闇に魅了されたカミーラたちの裏切りによって闇の眷属が到来し、ユザレの尽力で『異界の門』は封印されたものの、世界は自分とユザレの2人を残して滅んでしまう。異世界でカミーラたちがガタノゾーアを復活させようと活動し始めると、TIGA SUITを身にまとってユザレと共に事態の収拾にあたり、幾度かの対立を経て科特隊と共闘することになる。

ユザレ
Episode：TIGAの登場人物。未来予知の能力を持つ光の巫女で、元いた世界では地球星警備団の団長を務めていた。世界の破滅を予見してダイゴたちに協力を求め、ダガンの目論見こそ阻んだが、闇の三人衆の裏切りにより世界が破滅してしまい、生命の光を振り絞って異界の門を封印する。その際に消耗して、20歳そこそこだった外見は7〜8歳ほどまで幼くなる。

カミーラ、ダーラム、ヒュドラ
Episode：TIGAの登場人物。かつてはダイゴたちの同僚として共に世界の破滅を止めようとしていたが、事件に深く関わるうちに闇に惹かれていき、特にカミーラは恋人のダイゴの心がユザレに向いたことへの憎悪と歪んだ嫉妬もあり、ダガンの遺志を引き継いで異界の門を開き、邪神ガタノゾーアを呼び寄せて世界を滅ぼした。ユザレが異界の門を封印した際に石像と化したが、ある男がルルイエで行った儀式により復活を遂げ、心に闇を抱え大量殺人をした人間に近づき、ガタノゾーアを復活させるための生贄とする。

ソルカ、ダヤ
Episode：TIGAの登場人物。ダイゴの同僚であり親友だったが、闇の眷属との最後の戦いの中で深手を負い、自分たちを裏切った闇の三人衆によって殺害される。

EVIL TIGA SUITの装着者
Episode：TIGAの登場人物。素性の不明な男。奇妙に人を惹きつける天賦の才を持ち、その才能で手にした資金と人脈を駆使して魔導書を収集、忘れられた遺跡ルルイエで生贄を捧げて異界の門を開き、EVIL TIGA SUITを手に入れ復活した闇の三人衆と共に邪神の復活に向け動き出す。

邪神ガタノゾーア
Episode：TIGAに登場する邪神。旧支配者と呼ばれる、宇宙のいくつかの文明に痕跡を残す、はるかな超古代に君臨した高度で異質な生命体で、全ての怪物の頂点に君臨する絶対的な闇の支配者。3,000万年ほど前に地球を支配し、気候を激変させて生物の大量絶滅を引き起こしたという。ガタノゾーアとは正式な名ではないが、正確な発音は地球人には不可能。巻貝を思わせる巨大な外骨格から1,000メートルを超える長大な触手を生やすイカやタコのような外見をしており、地球人の精神力では見ることすら耐えられない。外骨格の無数の穴から大量の闇を分泌する他、多様な時空にまたがって存在しているため、地理的に隣接した空間を接続して、異界獣と呼ばれる眷属を複数の場所へ同時に送り込むことができる。ダイゴの世界ではカミーラたちが異界の門を開いたことで呼び出され、世界を闇でのみこみ破滅させたが、ユザレが門を封印したことで消滅した。

ゾイガー
Episode：TIGAに登場する怪獣。獰猛な猛禽類を思わせる嘴と背中に巨大な翼を持つ蝙蝠のような異界獣。過去13人の女性を殺したシリアルキラーの久里木芳太郎という男が生贄となり、ベイエリアの高級イタリアンレストランで12名もの人間を殺害したが、13人目を殺す前に諸星にとどめをさされ遺体は人間に戻る。
ピラミッドの出現後には表面から小型のゾイガーの大群が出現。人々を食い散らし、犠牲者の口中に飛び込んで異界獣化させるなど猛威を振るう。

バジェラ
Episode：TIGAに登場する怪獣。何本もの蔦や無数の葉で覆われ、血のような赤い花が咲いた植物の異界獣。生贄となった岩坪香奈枝は小中高と壮絶なイジメ被害にあった過去を持ち、自殺を考えていたときにULTRAMAN  SUITを着た進次郎に異星人から救われたことがきっかけで、過去もしくは現在進行形でイジメに加担した19名を殺害している。イジメ加害者への殺人に一切罪悪感を持たず、正義だと考えている。

ルボイア星人
Episode：TIGAに登場する異星人。体重の60パーセント以上を占める眼球と空間接続能力を持つ異星人で、目玉から手足が生えたような容貌をしている。地球では上海異星人居住中心に1名在住していたが、ガタノゾーアの復活を目論む闇の三人衆らに身柄を狙われる。

薩摩 次郎
Episode：ZEROの登場人物。22歳のタワークレーン操縦士。落盤したトンネルに2日間閉じ込められながらも生還して「ミラクルマン」と呼ばれた工事作業員だった父に憧れて同じ職業に就くが、進行性の難病によって2年前に父とは死別している。以前トガラメ星人に襲われた時に助けてくれたSEVENに亡き父の姿を重ね、憧れを抱いている。嘘をつくと耳たぶが赤くなるので隠し事ができない。
《グランドーム》の建造に関わる作業員であり、腕は超一流だが常に一番高いクレーンを担当したがる変わり者として有名だった。ドームをレギオノイドが襲撃した際にアンナを助けようと命を賭け、その直後に突如無人で起動したバージョン0 ＝ ZERO SUITを装着して戦うことになる。チュー吉からの頼みで装着者であることを隠していたが、科特隊から素性を疑われて非正規（Unofficial）の警備チーム《U警備隊》に加わり、ドームの防衛任務に従事することとなる。
元々非戦闘員であるが、職業柄、体幹が強く平衡感覚に優れ、高所を恐れず、危険を察知する能力に長け、失敗を引きずらず、即座に次の行動に意識を向けることができ、機械工学や電気回路に関する基本知識もある。火器や刃物はあまり好まないが、槍術・杖術といった長物の扱いに適性を発揮する。

尾崎 アンナ
Episode：ZEROの登場人物。グランドームの女性作業員。次郎の幼馴染であり、ダイブハンガー建設現場で働いていた同僚。ドームを襲撃したレギオノイドの攻撃で鉄骨の下敷きになり負傷するが、ZERO SUITを装着した次郎に救助される。以来、次郎が何かを隠していることに気づくがはぐらかされる。

チュー吉 / ZERO
Episode：ZEROの登場人物。異界擾乱の後、ZERO SUITに宿った謎の意志。その正体は、異星人やレギオノイドを送り込む強大な存在に侵略された、ある惑星の最後の戦士の思念である。故郷を滅ぼし親代わりだった師匠を殺した侵略者への復讐を誓っている。アンナを救おうと迷うことなく命を賭けた次郎の勇気を師匠に重ね、彼をスーツの装着者に選んで共に戦うこととなり、スーツのチュートリアルシステムの音声を流用していることから次郎に「チュー吉」と名付けられた。科特隊には装着者であることを明かさないよう次郎に要求していたが、全く悪意がなく、かつウルトラマン因子を持つ進次郎に対して正体を明かし、その後は次郎が信頼した他の科特隊メンバーにも正体を明かす。

川上 鉄太
Episode：ZEROの登場人物。多目的操練場（マルチパーパス・アスレチック・センター）、通称《MAC》の筆頭教官。新米教育のエキスパートで、ZERO SUITの装着者に選ばれた次郎を一人前の戦士に仕立て上げるべく、教育と訓練を行う。

マヤ
Episode：ZEROに登場する異星人。レギオノイドに撃墜された小型宇宙船から発見された、記憶喪失のマゼラン星人の女性。その正体はムキシバラ星人配下の特殊工作員、正確にはムキシバラ星人が滅ぼしたマゼラン星人の遺伝子を改造した人工生命体であり、本質は電子生命体で、肉体は物理空間に干渉するためのデバイスにすぎない。あたかも逃亡者のような状況で侵入して油断させ、コックピットで最初に接触した相手の記憶を読んで、強く会いたいと願う者の姿に擬態する。科特隊に保護されると、昏睡状態を装ってバイタルを計測するための電極や無線LANを介して主幹ネットワークに侵入、LOPSを起動させ極寒の星で次郎を襲撃するも、諸星の介入でSUITの奪取に失敗。続いて意識を失った進次郎をLOPSの内部に捕らえて、ムキシバラ星人の本拠地へと拉致する。しかし、諸星との出会いで感情が芽生え、失った記憶の一部を取り戻し始める。
- ウルトラセブンに登場したマゼラン星人マヤをオマージュしたキャラクター。

ムキシバラ星人
Episode：ZEROに登場する異星人。尖った頭に4つの脳髄を収め、鮮やかな青とオレンジに彩られた4メートルはある華奢な体躯を持つ異星人。高度な文明を築き、高い技術力を誇る種族だが閉鎖的で他星との交流はないに等しく、不明な点が多い。空を割って赤黒い異空間と繋げる時空転移技術を有し、追尾機能を持つトゲミサイルを発射、右手から強烈な火炎放射を行う。卑怯かつ慎重な性格で、どんな手を使おうと確実に相手を倒す方が効率的だという考えから、悪辣な作戦も躊躇なく実行する。その一方で非常に警戒心が強いため、完全に支配下に置いた存在でなければ居城に辿り着けないようにしており、身を守るために分子数子分の厚みしかない薄膜状の空間断層「次元シールド」を周囲に張り巡らせている。
主君からの指示を受け、ZERO SUITの回収、およびウルトラマン因子を持つ進次郎の拉致を計画する。

エクスベス星人
Episode：ZEROに登場する異星人。レギオノイドの倍近い体躯と両腕から伸びる鞭が特徴で、スペシウムソードが通らないほど硬い甲殻を持ち、胸部の捕食器官には金属さえ溶解する分泌液を滴らせる大小無数の牙が生えている。レギオノイドを率いてグランドームを襲撃するが、次郎と諸星によって牙と両腕を失う深傷を負って撤退、苛烈な懲罰で肉体の半分を失ってムキシバラ星人による強化改造を受け、身体の大部分が機械に置換され、両腕は刃を備えたフレキシブルドリル、胴体の捕食器官はエンジン粉砕機を思わせるクラッシャーと化した。

トガラメ星人
Episode：ZEROに登場する異星人。ムキシバラ星人の手先の異星人。左右にツノか翼のようなものを広げ、一つ目で、巨大な鎌が生えた腕を持ち、腹部にある口からは牙を持つ蛇のような長い舌を蠢かす。ムキシバラ星人の完全な支配下にあり、赤黒い異空間の中から大量に出現する。6年前に諸星が育った養成施設を壊滅させたほか、数ヶ月前には地球に出現し次郎を襲っている。

グインぺ星人
Episode：ZEROに登場する異星人。実力は高く、己のフィールドである氷の惑星ではさらに強さを発揮する。息に含まれる粒子で熱を奪うと同時に装備の靭性を低下させて動きを封じ、さらに羽ばたきを加えて相手を氷漬けにする。
作中には2個体が登場。1個体目は己の力を誇示することに何より拘り、レギオノイドを一切使わず己の力のみで相手をねじ伏せる。ムキシバラ星人がZERO SUIT捕獲作戦を行っている最中に介入し、時空歪曲点から次郎を本拠地があるマイナス240度の極寒の惑星へ拉致して攻撃を行うも、激昂したZEROによって反撃を受け殺害される。2個体目は1個体目と氷の惑星の覇権を争い敗れた個体で、狡猾で頭が回り、ムキシバラ星人の本拠地の迷宮のルート変更機能を利用した戦法を取った。

### 用語（UAU）
TIGA SUIT / ULTRAMAN SUIT TIGA
Episode：TIGAに登場。ダイゴが装着する、「ティガの光が、この世界に相応しい形をなした」ことで生まれた銀と赤と紫の3色のULTRAMAN SUIT。識別コードのTIGAはTricolor Individual Guard Armorの略。元いた世界で支給されていた自らの生命の光を銀の甲冑に変える光結晶の嵌まった手甲が変化したもので、額のクリスタルに触れることで変身が解除され、SUITは光の粒子に分解されてパームカフとなって右手の甲に凝集する。
右腕の手甲からは光の奔流が噴出し、伸縮自在の光槍・ゼペリオンスピアや光弾として攻撃を行う。また、前腕部から純白のゼペリオン光線を放つことができる。
ウルトラマンスーツを模倣してタイプチェンジ能力も獲得。ボディが銀と青紫のみの空中戦スタイルSKY TYPE〈ティガスーツ スカイタイプ〉になると、脚部にフェアリングに覆われたスラスターノズルが出現して高い飛行能力を発揮する。
闇の三人衆との戦闘で激しく損傷したため、科特隊内に新設されたTIGAスーツ管理部門GUTS（Group of Ultraman TIGA Suitの略）で解析と修復が進められた。

EVIL TIGA SUIT / ULTRAMAN SUIT EVIL TIGA
Episode：TIGAに登場。異界の扉から溢れた闇が凝集して結晶化したことで生まれたティガスーツの影のような存在であるULTRAMAN SUIT。通称「イーヴィルティガスーツ」。
イーヴィルフォークという腕から伸ばした光刃を挟む2本のエッジを振動させることで、頭脳を直接攻撃する振動波を流す技イーヴィル・レゾナンスを持つ。前腕部からは濃紫色のゼペリオン光線を放つことができる。
当初は全身が漆黒一色であったが、生贄の儀式が完遂したことで上海の外灘に出現した黒いピラミッドからプラズマの奔流が流れ込み、銀と赤と黒の3色に変化した。ピラミッド内部ではテレポーテーションで消耗していたとは言え、スーツのリミッターを解除した進次郎を一蹴するほどにパワーアップし、高度な復元能力で損傷を即座に再生する。

ZERO SUIT / ULTRAMAN SUIT ZERO
Episode：ZEROに登場。以前科特隊で試作された諸星用のセブンスーツのプロトタイプ。通称「ゼロスーツ」。
武装は頭部に装着された2つの刃ゼロスラッガー、ZERO専用に開発されたスペシウムの長槍ゼロランス、腕部マウントにSEVENと同型のワイドショットSタイプがある。元々は鈍い砲金色だったが、次郎を装着者とした際に、可変波長透過吸収機能により輝く銀色と鮮烈な赤、颯爽たる青の3色のカラーリングへと変化した。時空界面穿孔時の強行突入型仕様ではSEVENとお揃いの赤で固定され、この状態には《STRONG CORONA ZERO（SC仕様）》のコードネームが与えられる。また、マヤの情報体をゼロスラッガーの結晶構造からサルベージしたことで、LIberated Maya（LM MODE）というブルーのボディカラーにも変化する。
（余計な機能を盛り込みすぎ、インターフェイスは無駄が多い、ガイダンスも煩わしい、パワーアシストはストロークが極端、フィードバックレシオが雑で全力を出せない、など実践に使えた代物ではないという評価）で、問題点を修正するより新しく作った方が早いということで、現在のセブンスーツが製造された。しばらくは改良が続けられたものの、程なく開発資料と一緒に保管庫へと移送されていた。だが、異界擾乱の後に異星人の思念が宿り、突然起動して自らを上海へと転送、次郎を装着者として戦闘を行った。その後は転送中継衛星《V3》のストレイジ内に量子状態のまま滞留して手が出せなくなっていたが、次郎の説得でZEROが科特隊を信用し、本部へ身を預けることになった。

ULTRAMAN SUIT DARKLOPS ZERO
通称「ダークロプスゼロスーツ」。ZERO SUITが科特隊から上海に自らを転送した際、規定外の運用が招いた不慮の事故で、“カット&ペースト”ではなく“コピー&ペースト”が生じて“複製”されてしまった、もうひとつのZERO SUIT。いわゆる“LOPS（ロプス）”＝ Loss Of Power Supplyと呼ばれる電源供給喪失状態にあったことから名付けられ、焼け焦げて黒と褐色の鈍い輝きを放つ。赤いバイザーの中央が、一つ目の化け物のように丸く発光している。
額の小さなランプから光線を放つ。また、宇宙恐竜ゼットンを葬った無重力弾の原理を応用し、物体の運動エネルギーを瞬時に熱に転換して平面上に放射するパーソナルバリヤーシステムディメンジョンストームが搭載され、リアクターコアを解放することで、最大出力で直径10メートルの範囲を障壁で守ることができる。
原因究明のために別室に保管されていたのだが、マヤが科特隊のネットワークに侵入して起動させ、次郎との戦闘や進次郎の拉致に用いられる。しかし感情が芽生えたマヤがムキシバラ星人を裏切り、《岩鉄城》を足止めした際に限界を超えてディメンジョンストームを使用したことで爆散した。

ULTRAMAN SUIT BELIAL / BELIAL SUIT
通称「ベリアルスーツ」。武器はギガバトルナイザー。

ゼペリオン
TIGA SUITやEVIL TIGA SUITから放たれる元素。地球から数千万光年以内には存在しないはずとされる。スペシウムと干渉して大爆発を起こす性質を持つ。

異界獣
邪神ガタノゾーアの眷属で、心に闇のケモノを飼っている連続殺人鬼の人間が赤黒い結晶体を飲まされ怪物化した存在。怪物化された姿は人間の心に住むケモノの具現化である。過去に自分が殺した人間と同じ数の人間を新たに殺すことで、生贄の儀式は完成し、封印が解除される。ゾイガーとバジェラのほか、蜥蜴のような怪物、深海魚のような怪物が出現している。

異界の門
異世界と繋がる扉。五芒星の位置で5人の生贄を捧げることで巨大な黒いピラミッドのような構造物が出現する。門の開封には目に象徴される大きな力が〈鍵〉として必要となり、ピラミッドの内部、中央にある人骨の祭壇に捧げられる。

ジェットビートル
かつての科学特捜隊の代名詞ともいうべき万能垂直離着陸機。50年以上前の設計ながら、エンジンや武装、アビオニクスなどにアップデートを重ね、現在でも十分に運用可能な状態が保たれている。

ダイブハンガー
邪神ガタノゾーアによって完全に消滅し、巨大な入り江と化した上海・外灘の黒いピラミッドの跡地に作られる、全高約800メートルの鋼鉄のピラミッド。表向きは上海復興のシンボル、将来的に世界最大の海上都市とする物であるが、徐々に拡大を続ける時空歪曲点から明らかな有意性を伴う侵略の前兆を観測したことから、異界からの侵略の第一防衛線と定め、ウルトラマンスーツ着用者による異界への積極的な突入（ダイブ）も視野に入れた、新しい前線基地として建造されている。
中央部には直径50メートルほどの半球状のドーム《グランドーム》があり、液体窒素を循環させるパイプが何十本も接続される。表向きは爆心地の残存エネルギーを観測する装置とされているが、実態は異界の扉が開いたことにより生じた時空の歪みを何層もの電磁的なシールドで封印したもの。
科特隊はNGO団体《TPC》を名乗ってクライアントとなっている。

V3
赤道上空約3万6千キロメートルの対地同期軌道に科特隊が投入した3基の転送中継衛星のひとつ。ULTRAMAN SUITやその装備は、科特隊本部の転送装置から量子分解されて中継衛星に送られ、装着者が身に着けるポインターを起点に再構成される。

MR-1マグマライザー
科特隊が時空歪曲点に突入するために開発したマシン。正式名称は旋回式位相界面強襲穿孔システムMR-1。履帯のついたどことなく鉄道用の除雪車を連想させるフォルムと先端の大型ドリル、左右にもいかめしいギアが水平に嵌っている。システムを始動すると歪曲点から時空の歪みが巻き上げられるように噴出、周囲にまとわりついて、赤方偏移した歪曲時空の名残が溶岩のような真っ赤な流体となることから通称がついた。車体はセブンスーツ専用で、車内は狭く、諸星はスーツを装着した状態でラッチに固定され、腹ばいで操縦する。別人用に改造するには操縦訓練なども合わせて2箇月ほどを要する。多目的光線砲からは、ダイモード鉱石から生成したマグネリュームエネルギーを照射してULTRAMAN  SUITのエネルギーを補給することが可能。

HR-1ハイドランジャー
新開発の時空界面穿孔システム。グランドームに設置されるシールドリングと、着用者を固有時間で守るSUITの強化コーティング、および外装ブースターであるワイドショットSタイプから成るセパレート方式が採用される。時空侵徹トンネルをこじ開ける際に時空界面が半球状に膨張、分光スペクトルが紫陽花のように色とりどりの花を咲かせることから通称がついた。

レギオノイド
己の意思を持たず、ムキシバラ星人たち異星人によってコントロールされる機械兵器。命名はローマの軍団兵のように統率された動きから。遠距離攻撃に光弾、近接戦用の武装としてドリル状の腕を持つ。量産されており、大群で出現する。

バトル・キネマティック・システム
ムキシバラ星人が直々に前線に立つべく開発した極彩色の戦闘用強化スーツ。トゲと甲殻に覆われ、太い手足と長い尻尾、鋭い一本角を持った頭部、猛禽を思わせるクチバシが特徴。手先から7万度の火炎を放射、全身のトゲを発射、鼻先から弾丸を撃ち、空間を破ってあらぬ方向から飛び掛かるなど、掛け値なしに強敵と言える強さを誇る。

岩鉄城
ムキシバラ星人の切り札である、15万トンはあろうかという超ド級大型戦艦。どこか異星の兵器を鹵獲し、野放図的に改造と増築を繰り返してきた結果か、設計思想にまったく一貫性がなく、10階層はあろうかという檣楼を大小の探知装置や高射砲群が取り巻き、その喉元には3連装の巨大な砲塔がある。さらに長く頑強な鋼鉄の脚が4本生えており、これで「歩いて」移動できる。

マゼラニウム爆弾
マゼラン星人を絶滅させ、精神だけの電子生命体に貶めた禁断の無差別殺戮兵器。爆発時に発せられる放射線は、炭素系生物の精神を生かしたまま肉体を破壊する。

### 書誌情報（UAU）
- 『ULTRAMAN SUIT ANOTHER UNIVERSE Episode: TIGA』 2020年12月3日発売、ISBN 978-4-7986-2379-5
- 『ULTRAMAN SUIT ANOTHER UNIVERSE Episode: ZERO』 2021年7月31日発売、ISBN 978-4-7986-2548-5
- 『ULTRAMAN SUIT ANOTHER UNIVERSE 8U編』 2023年4月4日発売、ISBN 978-4-7986-3112-7

## ゲーム

### ULTRAMAN:BE ULTRA
DAYAMONZ開発のスマートフォン向けゲームアプリ。2020年5月1日サービス開始。ジャンルはアクションRPG。作中には漫画、フォトストーリーに登場したウルトラマンスーツのみならず、原作者の清水などが手がけたゲームオリジナルのスーツが多数登場する。
2025年6月30日をもってサービスを終了した。

### ウルトラマンスーツ（BE ULTRA）
ULTRAMAN SUIT 80
通称「80スーツ」。味方の移動速度と攻撃速度を上げるチームスキルを持つユニット。サクシウム光線が主な武器。

ULTRAMAN SUIT YULLIAN
通称「ユリアンスーツ」。衝撃波（ショックウェーブ）発生装置を搭載した、アマチュアがカスタマイズした後方支援型スーツ。

ULTRAMAN SUIT KEN
通称「ケンスーツ」。味方の体力を増加させるリーダースキルを持ち、巨大な鉄アレイ状の棍棒型武器ウルトラアレイを使用する。

ULTRAMAN SUIT KING
通称「キングスーツ」。武器は黄金のハンマーで、味方のスキルダメージを増幅させるリーダースキルを持つ。

ULTRAMAN SUIT NICE
通称「ナイススーツ」。味方の体力と攻撃速度を上げるリーダースキルを持つ。必殺技はベリーナイス光線。

ULTRAMAN SUIT ZEARTH
通称「ゼアススーツ」。ブラッシャーランスが武器で、人工知能を搭載したサポートユニット「MIRACLON（ミラクロン）」とともに戦う。

ULTRAMAN SUIT DYNA
通称「ダイナスーツ」。身の丈以上もある高出力砲「ガルネイトボンバー」が武器。

ULTRAMAN SUIT GAIA
通称「ガイアスーツ」。大型ブーメラン兵器「シャイニングブレード」を背中に装着し、衝撃波攻撃などと併用する。

ULTRAMAN SUIT AGUL
通称「アグルスーツ」。チェーンワイヤー状に形状変化が可能な手持ち武器「アグルセイバー」がメイン武器。

ULTRAMAN SUIT NEOS
通称「ネオススーツ」。機動力に優れており、光の手裏剣「ウルトラ・ライト・ランガー」を用いる。ネオマグニウム光線が必殺技。

ULTRAMAN SUIT NEXUS
通称「ネクサススーツ」。本作品では「ジュネッスブルー」が登場。右腕の弓状アーマー「アローアームドネクサス」が武器。

ULTRAMAN SUIT MAX
通称「マックススーツ」。光線「マクシウムカノン」を放つ長刀「マクシウムソード」や盾装備「マックスギャラクシー」を装備する。

ULTRAMAN SUIT MEBIUS
通称「メビウススーツ」。背面にフライトサポートバックパック「ガンウインガー」を装着する。

ULTRAMAN SUIT HIKARI
通称「ヒカリスーツ」。光剣「ナイトブレード」が発生可能なガントレット「ナイトブレス」を右腕に装備する。

### その他のゲーム
オーバーライド 2:スーパーメカリーグ
DLCとして「ULTRAMAN」「SEVEN」「ベムラー」「ブラックキング」が発売されている。いずれもプレイアブルキャラクターとして使用できる。ゲーム本編とDLCをセットにした『オーバーライド 2：スーパーメカリーグ ULTRAMAN DX Edition』も発売された。
スーパーロボット大戦30
DLC第2弾の追加参戦枠の1つとして本作品の参戦が決定。進次郎、弾、星司の3人が参戦する。